# Dorothee Wüst
Dorothee Wüst (* 25. März 1965 in Pirmasens) ist eine deutsche evangelische Pfarrerin und seit März 2021 Kirchenpräsidentin der Evangelischen Kirche der Pfalz mit Sitz in Speyer.

## Leben und Werdegang
Dorothee Wüst wurde in Pirmasens geboren und wuchs im Winzler Viertel auf. Nach dem Abitur am Immanuel-Kant-Gymnasium studierte sie Evangelische Theologie an den Universitäten in Mainz und in Heidelberg. Anschließend war sie Vikarin in der  Kirchengemeinde Imsbach mit Alsenbrück-Langmeil. Zur praktischen Vorbereitungszeit gehörte auch der Dienst an zwei Schulen und in der Öffentlichkeitsarbeit der BASF in Ludwigshafen.
Als Pfarrerin wirkte Wüst in Kaiserslautern und in Weilerbach. Seit 1996 hat sie auch einen Auftrag zur Verkündigung im Rundfunk bei SWR3. Im Jahr 2012 wurde sie Dekanin in Kaiserslautern und 2018 nahm sie die Wahl zur Geistlichen Oberkirchenrätin an. Als solche war sie für Schul- und Bildungsfragen verantwortlich sowie Gebietsdezernentin für die Westpfalz und gehörte der Kirchenregierung mit beratender Stimme an.
Bei einer Sondersynode im September 2020 in Speyer wurde Wüst zur  Nachfolgerin von Kirchenpräsident Christian Schad gewählt. Am 14. Februar 2021 wurde sie in der Speyerer Gedächtniskirche in ihr Amt eingeführt. Der offizielle Beginn ihrer siebenjährigen Amtszeit war der 1. März 2021.
Wüst ist verheiratet und Mutter einer Tochter.